# Славиша К. Миљковић
Славиша К. Миљковић (Ниш, 1958) српски је псеудолингвиста, публициста и представник српске аутохтонистичке школе.
Један је од оснивача Друштва Сербоне и часописа Глас Сербоне. Аутор је неколико етимолошких речника и других публицистичких дела, у којима предлаже ново виђење компаративне лингвистике, које покушава представити „у новом светлу” историју и културу српског народа.